# The Pit (film 1981)
The Pit è un film del 1981 diretto da Lew Lehman.

## Produzione
La sceneggiatura originale di Ian A. Stuart è molto diversa dal film. In essa Jamie aveva 8 o 9 anni e i Tra-la-logs erano frutto della sua immaginazione. Quando Lew Lehman accettò di dirigere il film cambiò alcune cose della sceneggiatura rendendo Jamie più vecchio ed i mostri reali. Inoltre aggiunse più umorismo allo script originale. Stuart ha espresso insoddisfazione per il risultato finale.

## Riprese
Nonostante si tratti di una produzione canadese, il film venne girato a Beaver Dam, nel Wisconsin.

## Novelization
Nel 1980 è stata pubblicata una novelization del film scritta da John Gault ed intitolata Teddy. Essa sembra essere tratta più dalla sceneggiatura originale di Ian A. Stuart che alla versione finale del film.